# Mokil
Pour l’article homonyme, voir Mokil (langue).
Mokil (également connue comme Mwoakilloa, auparavant Wellington Island ou île Duperrey) est un atoll habité des îles Carolines qui fait partie de l'État de Pohnpei dans les États fédérés de Micronésie. Le capitaine Français Duperrey sur La Coquille, en 1824, est le premier européen à avoir observé l'île.

## Topographie
L'île se trouve à 153 km à l'est de Pohnpei et à environ 113 km de Pingelap. L'atoll comprend trois îlots : Urak, Kahlap (Mokil) et Manton : seul Kahlap est habité. La superficie totale est de 1,24 km².

### Démographie
| 1852      | 1903       | 1920 | 1925 | 1930 | 1935 | 1958 | 1967 |
| --------- | ---------- | ---- | ---- | ---- | ---- | ---- | ---- |
| 87 (est.) | 214 (est.) | 246  | 236  | 269  | 258  | 338  | 397  |

| 1970 | 1973 | 1980 | 1985 | 1994 | 2000 | 2010 | - |
| ---- | ---- | ---- | ---- | ---- | ---- | ---- | - |
| 387  | 321  | 290  | 268  | 209  | 177  | 133  | - |

La population augmente jusque dans les années 1960 puis chute rapidement par la suite.

## Histoire
Le capitaine Français Duperrey sur La Coquille, en 1824, est le premier européen à avoir observé l'île.

## Culture
Les habitants parlent le mokil assez proche du pingelap voire du pohnpei. 